# Rydaholms församling
Rydaholms församling är en församling i Östbo-Västbo kontrakt, Växjö stift och Värnamo kommun. Utgör ett eget pastorat.

## Administrativ historik
Församlingen har medeltida ursprung.
Församlingen utgjorde under medeltiden (1300-talet) ett eget pastorat för att sedan till 1 maj 1926 vara moderförsamling i pastoratet Rydaholm och Gällaryd. Sedan 1926 utgör den åter ett eget pastorat.

## Klockare, kantor och organister
| Ämbetstid | Namn                    | Levnadstid | Övrigt                |
| --------- | ----------------------- | ---------- | --------------------- |
| 1748      | Per Andersson           |            | Klockare              |
| 1751-1783 | Jacob Aschling          | 1724-      | Organist och klockare |
| 1787-1802 | Nils Hjelmqvist         | 1741-1802  | Organist och klockare |
| 1802-1849 | Olof Andersson          | 1777-      | Organist och klockare |
| 1855-1861 | Magnus Löfwander        | 1824-1861  | Organist och klockare |
| 1862-1866 | Gustaf Wilhelm Svensson | 1840-      | Organist och klockare |

## Kyrkor
- Rydaholms kyrka
- Rydaholms kyrksal